# هل سمعت عن مورغنس؟
هل سمعت عن مورغنس؟ هو فيلم أمريكي إنتاج 2009 بطولة سارة جيسيكا باركر وهيو غرانت.

## قصة
في مدينة نيويورك التي لا تنام ينفصل المحامي بول مورجان عن زوجته ميريل بعد اكتشافها خيانته إياها، لتركز على عملها في العقارات.يحاول بول أن يقنع ميريل بالعودة ويحدد موعدا معها ليتحدثا حول الأمر، ولكن خلال الموعد يشاهدان بالصدفة جريمة قتل تقع أمامهما يكونان هما الشاهدين الوحيدين عليها.ومن أجل حمايتهما من القاتل لحين القبض عليه، يتم وضع الزوجين مورجان في برنامج حماية الشهود، ليتم منحهما هويات جديدة ونقلهما ليعيشا سرا في مدينة راي الهادئة في الغرب الأمريكي، وفي مدينة زراعية صغيرة يحكمها شريف مسن يدخل (بول وميريل) مغامرات تعيد ترتيب علاقتهما ببعضهما

## روابط خارجية
- هل سمعت عن مورغنس؟ على موقع IMDb (الإنجليزية)
- هل سمعت عن مورغنس؟ على موقع ميتاكريتيك (الإنجليزية)
- هل سمعت عن مورغنس؟ على موقع الموسوعة البريطانية (الإنجليزية)
- هل سمعت عن مورغنس؟ على موقع روتن توميتوز (الإنجليزية)
- هل سمعت عن مورغنس؟ على موقع نتفليكس (الإنجليزية)
- هل سمعت عن مورغنس؟ على موقع قاعدة بيانات الأفلام العربية
- هل سمعت عن مورغنس؟ على موقع ألو سيني (الفرنسية)
- هل سمعت عن مورغنس؟ على موقع Turner Classic Movies (الإنجليزية)
- هل سمعت عن مورغنس؟ على موقع أول موفي (الإنجليزية)
- هل سمعت عن مورغنس؟ على موقع بوكس أوفيس موجو (الإنجليزية)